# Desmoscolex nanellus
Desmoscolex nanellus är en rundmaskart som först beskrevs av Allgen 1939.  Desmoscolex nanellus ingår i släktet Desmoscolex och familjen Desmoscolecidae. Inga underarter finns listade i Catalogue of Life.